# 대구교육대학교 교육박물관
대구교육대학교 교육박물관(大邱敎育大學校敎育博物館)은 대한민국 대구광역시에 위치한 박물관이다. 대구교육대학교에서 운영 중인 대학 박물관이며, 역사학, 고고학, 민속학 관련 자료 및 교과서와 교육 자료를 수집, 보관, 진국해 교사교육에 이바지할 목적으로 1975년 10월 29일에 개관했다.

## 같이 보기
- 대구교육대학교